# Spinel
Spinel je magnezijev aluminijev oksid MgAl2O4 in eden od mineralov iz obsežne spinelne skupine. Staro ime rožnato obarvanega spinela je balaski rubin.
Ime je nastalo iz francoske besede spinelle ali italijanske besede  spinella. Obe besedi sta nastali iz latinske beside spina, ki pomeni trn in kaže na obliko kristalov.

## Spinelna skupina
Spineli so razred mineralov s splošno formulo A2+B23+O42-, ki kristalizirajo v kubičnem kristalnem sistemu z oksidnimi anioni, razporejenimi v kubični gosti sklad, in kationi A in B, ki zasedajo oktaedrične in tetraedrične intersticije v kristalni mreži. Kationi A in B so lahko dvovalentni, trovalentni ali štirivalentni, na primer magnezij, cink, železo, mangan, aluminij, krom, titan in silicij. A in B sta lahko tudi kationa iste kovine z različnima nabojema. Takšen je na primer magnetit Fe3O4 (Fe2+Fe23+O42-). Anion je praviloma oksid, lahko pa je tudi kateri drugi halkogen.
V spinelno skupino mineralov spadajo:
- Aluminijevi spineli
  - spinel - MgAl2O4, po katerem se skupina imenuje
  - gahnit - ZnAl2O4
  - hercinit - FeAl2O4
- Železovi spineli
  - franklinit - (Fe,Mn,Zn)(Fe,Mn)2O4
  - jakobsit - MnFe2O4
  - magnetit - Fe3O4
  - trevorit - NiFe2O4
  - ulvöspinel - TiFe2O4
  - cinkov ferit - (Zn,Fe)Fe2O4
- Kromovi spineli
  - kromit - FeCr2O4
  - magneziokromit - MgCr2O4
- Drugi minerali s spinelno strukturo
  - forsterit - Mg2SiO4
  - ringvudit - (Mg,Fe)2SiO4, ki je pogost polimorf olivina iz globine 520 do 660 km in redek mineral v meteoritih.

## Lastnosti pravega spinela
Spinel kristalizira v kubičnem kristalnem sistemu. Običajna oblika kristala je oktaeder, pogosto dvojček. Ima nepopoln oktaedričen razkol in školjkast lom. Njegova trdota je 8, gostota pa 3,5-4,1 g/cm3. Je prozoren ali neprozoren s steklastim ali motnim sijajem. Lahko je brezbarven, po navadi pa je rdeč, moder, zelen, rumen, rjav ali črn. V Šri Lanki so našli tudi bel spinel, ki pa se je izgubil. Nekateri spineli spadajo med najbolj cenjene okrasne kamne. Najbolj znani so Black Prince's Ruby in Timur ruby iz britanskih kronskih draguljev in Cote de Bretagne iz nekdanjih francoskih kronskih daguljev. Največji poznani spinel je Samarijski spinel, ki tehta 500 karatov (100 g).
Prozorni rdeči spineli se imenujejo spinelni ali balaski rubini. Do 18. stoletja so jih enačili z rubini, potem pa začeli ime rubin uporabljati samo za rdeče različke korunda, spinele pa so preimenovali v spinel. Ime balaski rubini je nastalo iz imena Balascia, ki je staro ime za provinco Badahšan v Centralni Aziji ob zgornjem toku reke Kokha v Afganistanu. Badahšan je bil več stoletij glavni vir rdečih in rožnatih spinelov.

## Nahajališča
Nahajališča pravih spinelov so bila dolgo časa samo rečni prodi v Šri Lanki ter  apnenci v provinci Badakšan v Afganistanu in Mogok v Burmi. Nedavno so zelo kakovostne spinele odkrili tudi  v marmorjih v Luc Yenu v Vietnamu, Mahengeju in Matombu v Tanzaniji ter Tsavu v Keniji in prodih v Tunduruju v Tanzaniji in Ilakaki na Madagaskarju.  Spineli se nahajajo tudi v metamorfnih mineralih in kot primarni mineral v redkih mafičnih vulkanskih kamninah. V teh vulkanskih kamninah so imele magme relativen primanjkljaj alkalij glede na vsebnost aluminija, zato so se aluminijevi oksidi izločili kot korund, ali pa so se spojili z magnezijevim oksidom v spinel. To je tudi eden od razlogov, da so rubini in spineli pogosto na istih nahajališčih.
Spinel (Mg,Fe)(Al,Cr)2O4 je pogost v peridotitu v najbolj zgornjem delu zemeljskega plašča na globimi od 450 km, kjer se olivin pretvarja v spinel, do približno 670 km. V večjih globinah se spinel oksidira. V globinah, ki so znatno manjše od Mohorovičićeve nezveznosti, je v peridotitu bolj stabilen aluminijev mineral plagioklaz.
Spinel (Mg,Fe)Al2O4 je pogost mineral v nekaterih hondritnih meteoritih.

## Struktura
Normalne strukture spinelov so običajno kubični gosti skladi oksidov z eno tetraedrično in dvema tetraedričnima intersticijskima prazninana na oksid. Teraedrične praznine so manjše od oktaedričnih. Ioni B3+ zaradi svojega naboja zasedejo oktaedrične praznine, vendar lahko zasedejo samo polovico praznin. Ioni A2+ zasedejo 1/8 tetraedričnih praznin. Če imajo ioni primerljive velikosti, takšna zasedba maksimira mrežno energijo. Primer normalnega spinela je MgAl2O4.
Inverzne spinelne strukture se od normalnih razlikujejo po tem, da je treba pri njih upoštevati stabilizacijske energije kristalnega polja (CFSE)  prisotnih prehodnih kovin. Nekateri ioni imajo izrazite  prioritete v oktaedričnih prazninah, kar je odvisno od števila d-elektronov. Če imajo ioni A2+ veliko prioriteto v oktaedričnih prazninah, se bodo vrinili v te praznine in iz njih izrinili polovico B3+ ionov v tetraedrične praznine. Če imajo iono B3+ majhno ali nično  stablilizacijsko energijo oktaedričnih praznin (OSSE), nimajo nobene prednosti in bodo  zasedli tetraedrične praznine. Primer inverznega spinela je magnetit Fe3O4, če imajo ioni Fe2+ (A2+) visoki spin d6, ioni Fe3+ (B3+) pa visoki spin d5.
Porazdelitev kationov v spinelih so dolgo časa razlagali s teorijo kristalnega polja. Ker oktaedrične in tetraedrične praznine v kristalni mreži generirajo različne količine CFSE, bi morala biti najbolj stabilna takšna razporeditev obeh vrst kationov, ki generira največjo CFSE. Takšni trditvi so nasprotovali Burdet in njegovi sodelavci in dokazali, da je prioriteto laže razložiti z relativno velikostjo atomskih orbital s in p obeh udeleženih atomov. Dominantna stabilizacijska interakcija v trdninah namreč ni stabilizacijska energija kristalnega polja, ki jo generirajo interakcije ligandov z d-elektroni, pač pa interakcije σ med kovinskimi kationi in oksidnimi anioni.  Takšen pristop lahko razloži anomalije v kristalnih strukturah spinelov, ki jih teorija kristalnega polja ne more razložiti. Na ta način se lahko razloži opazna prioriteta kationov Al3+ do oktaedričnih praznin in Zn2+ do tetraedričnih. Teorija kristalnega polja zanju trdi, da nimata nobenih prioritet.

## Sintetični spinel
Sintetični spinel so po naključju sintetizirali že sredi 18. stoletja.